# 方形船蛤
方形船蛤（学名：Trapezium oblongum）为船蛤科船蛤屬下的一个种。